# استیوارتس درافت (ویرجینیا)
استیوارتس درافت (به انگلیسی: Stuarts Draft) یک منطقهٔ مسکونی در ایالات متحده آمریکا است که در شهرستان آگاستا، ویرجینیا واقع شده‌است. استیوارتس درافت ۵۱٫۴ کیلومتر مربع مساحت و ۹٬۲۳۵ نفر جمعیت دارد و ۴۳۳ متر بالاتر از سطح دریا واقع شده‌است.